# Abdoulaye Niandou Souley
Abdoulaye Niandou Souley (* 1962 oder 1963; † im Juli 2010) war ein nigrischer Politikwissenschaftler und Rechtswissenschaftler.

## Leben
Abdoulaye Niandou Souley war ein Bruder der Politikerin Bibata Niandou Barry und des Politikers Harouna Niandou. Er besuchte das Lycée Issa Korombé in Niamey und studierte zunächst in Abidjan Rechtswissenschaft, worin er eine Maîtrise ablegte, ergänzt durch eine Maîtrise in Politikwissenschaft an der Universität Yaoundé 1986 und einem Doktorat in Politikwissenschaft an der Universität Bordeaux I 1992. In Niger arbeitete Niandou Souley als Dozent (maître-assistant) an der Fakultät für Wirtschafts- und Rechtswissenschaften der Universität Niamey, wo er jahrelang dem Departement für Rechtswissenschaft vorstand. In seinen wissenschaftlichen Veröffentlichungen widmete er sich schwerpunktmäßig Demokratisierungsprozessen in Afrika.
Während des demokratischen Umbruchs in Niger Anfang der 1990er Jahre engagierte sich Abdoulaye Niandou Souley als Vertreter der Zivilgesellschaft und wurde für seine öffentlichen Reden in Niamey bekannt. Er schrieb Artikel für Haské, die 1990 gegründete erste unabhängige Tageszeitung des Landes, und beteiligte sich an der Gründung der satirischen Wochenzeitung Moustique. Zunehmend gezeichnet von seiner Alkoholkrankheit, reduzierte er später seine öffentlichen Auftritte. Als Staatspräsident Mamadou Tandja 2009 versuchte, eine in der Verfassung nicht vorgesehene dritte Amtszeit zu erlangen, kehrte Niandou Souley als vehementer Gegner des Präsidenten in die Öffentlichkeit zurück, gegen den er mit im Radio übertragenen Reden auftrat. Dabei überwarf er sich mit seiner Schwester Bibata Niandou Barry, die als loyale Ministerin der Regierung angehörte. Nach der Absetzung Präsident Tandjas durch den Offizier Salou Djibo im Februar 2010 wurde Niandou Souley als Abgeordneter in das Übergangsparlament, den Nationalen Konsultativrat, berufen, dem er wegen dessen militärischer Prägung kritisch gegenüberstand. Er starb einige Monate später im Alter von 47 Jahren und hinterließ eine Ehefrau und ein Kind.

## Schriften
- Les relations entre le syndicat et le pouvoir au Niger. Mémoire de maîtrise en Science Politique. Université de Yaoundé, Yaoundé 1986.
- Le Niger après Seyni Kountché. In: Année Africaine. 1989, S. 243–276.
- L’Armée et le Pouvoir. In: Politique Africaine. Nr. 38, 1990, S. 40–50.
- Le capital de confiance initial des régimes militaires africaines. In: Africa Development. Vol. XX, Nr. 4, 1990, S. 41–54.
- Ajustement structurel et effondrement des modèles idéologiques. Crise et renouveau de l’État africain. In: Centre d’Etude d’Afrique Noire et Centre de Recherche et d’Etude sur les Pays d’Afrique Orientale (Hrsg.): Etudes internationales. Publication trimestrielle du Centre Québécois de Relations Internationales affilié à l’Institut Canadien des Affaires Internationales. Vol. 22, Nr. 2, 1991, S. 253–265.
- Tracts et démocratisation au Niger. In: Centre d’Etude d’Afrique Noire et Centre de Recherche et d’Etude sur les Pays d’Afrique Orientale (Hrsg.): Année africaine 1990–1991. Pedone, Paris 1991, S. 431–443.
- Crise des autoritarismes militaires et renouveau politique en Afrique de l’Ouest. Étude comparative Bénin, Mali, Niger, Togo. Thèse de Doctorat en science politique (nouveau régime). Université de Bordeaux I, Bordeaux 1992.
- Les licenciés du Caire et l’État au Niger. In: René Otayek (Hrsg.): Le radicalisme islamique au sud du Sahara : da’wa, arabisation et critique de l’Occident. Karthala, Paris 1993, S. 213–227.
- Les intellectuels face à la démocratisation et au développement économique. In: Développer par la démocratie. Karthala, Paris 1995, S. 411–425.
- Islamic Renewal in Niger. From Monolith to Plurality. Mit Gado Alzouma. In: Social Compass. Vol. 43, Nr. 2, 1996, S. 249–265.
- The Rise of Power of an Opposition Party. The MNSD in Niger Republic. Mit Jibrin Ibrahim. In: Politeia. Journal of the Political Sciences. Vol. 15, Nr. 3, 1996, S. 31–50.
- Les coups d’État du 27 janvier 1996 et du 9 avril 1999. Analyse des causes. In: Actes du Premier Colloque international sur le thème Armée et Démocratie en Afrique : le cas du Niger. Publiservice, Niamey 1999, S. 98–107.
- Démocratisation et crise du modèle compétitif au Niger. In: Diop Momar Coumba, Diouf Mamadou (Hrsg.): Les figures du politique en Afrique. Des pouvoirs hérités aux pouvoirs élus. Karthala, Paris 1999, S. 412–435.
- Commentaire sur la loi portant Code de justice militaire au Niger. In: Revue Nigérienne de Droit. Nr. 5, 2003, S. 92–94.
- La démocratisation au Niger. Bilan critique. In: Idrissa Kimba (Hrsg.): Le Niger. État et démocratie. L’Harmattan, Paris 2001, S. 287–320.